# Tsūtenkaku
Tsūtenkaku (jap. 通天閣, dt. „zum Himmel reichender Turm“) ist die Bezeichnung eines 103 Meter hohen Sende- und Aussichtsturms in der Nähe des JR-West-Bahnhofs Shin-Imamiya im Stadtteil Naniwa im japanischen Osaka, dessen Wahrzeichen er bildet.
Der Stahlfachwerkturm wurde 1956 als Nachfolger eines 1912 erbauten und 1943 demontierten Turms errichtet, der den Eiffelturm zum Vorbild hatte. Die Gestaltung des neuen Turms lehnt sich an diesen an, sein Äußeres ist jedoch deutlich nüchterner und funktioneller gehalten. Die mehrstöckigen Aussichtsetagen befinden sich in 84 Meter und 87 Meter Höhe. Zwei Farben an der Turmspitze zeigen die Wettervorhersage für den kommenden Tag an.